# Ligue des communistes de Bosnie-Herzégovine
 (mars 2020).
Si vous disposez d'ouvrages ou d'articles de référence ou si vous connaissez des sites web de qualité traitant du thème abordé ici, merci de compléter l'article en donnant les références utiles à sa vérifiabilité et en les liant à la section « Notes et références ».

Drapeau de la Ligue des communistes de Bosnie-Herzégovine

La Ligue des communistes de Bosnie-Herzégovine (en serbo-croate : Savez komunista Bosne i Hercegovine, Савез комуниста Босне и Херцеговине, SK BiH), ou LCB est la branche bosnienne de la Ligue des communistes de Yougoslavie, unique parti légal yougoslave entre 1945 et 1989. Elle était célèbre pour être la plus conservatrice et la moins ouverte aux réformes mettant en danger l'unité de la Yougoslavie, en raison de la diversité ethnique de sa république.

## Histoire
En novembre 1948, une réorganisation du parti a eu lieu au sein du Parti communiste de Yougoslavie (KPJ), et le Parti communiste de Bosnie-Herzégovine (KP BiH) a été créé à la place du Comité provincial pour la Bosnie-Herzégovine. En 1952, après le VIe Congrès du Parti communiste, le Parti communiste de Yougoslavie a changé son nom en Ligue des communistes de Yougoslavie, et le Parti communiste de Bosnie-Herzégovine a fait de même. 
La dix-septième session du Comité central de la LCB, tenue en février 1968, a marqué le début d'une nouvelle phase en Bosnie. Dans ses conclusions, pour la première fois, elle définit clairement que les musulmans sont un peuple distinct en Bosnie, tout en mettant fortement l'accent sur la politique nationale globale d'égalité entre les peuples du pays. Dans le même temps, une forte construction de logements et une expansion économique ont commencé, ce qui fera de la République fédérale de Bosnie-Herzégovine la chef de file de la Yougoslavie d'alors en termes d'augmentation du niveau de vie.
Lors de sa réunion de mai 1990, le Comité central de la LCB a adopté un document, en vertu duquel le Parti optait désormais pour une démocratie parlementaire, une économie de marché, et a demandé à la LCY une action tournée vers la création de nouvelles bases d'unité républicaine pour les communistes en Yougoslavie. Dans le même document, la LCB a changé son nom en Ligue des communistes de Bosnie-Herzégovine - Parti pour le changement démocratique (Savez komunista BiH - Stranka demokratskih promjena). Avec le changement de nom du parti, la LCB-PCD a adopté de nouveaux symboles.
Bien qu'en 1990 la Ligue des communistes ait reconnu la possibilité d'introduire un système multipartite en Bosnie-Herzégovine, elle s'est toujours fermement opposée à la formation de partis sur une base nationale jusqu'au 31 juillet 1990, lorsque l'Assemblée de la RS de Bosnie-Herzégovine a adopté des amendements à la Constitution de la République Fédérale de Bosnie-Herzégovine, permettant ainsi la tenue des premières élections multipartites dans le pays. Lors des premières élections multipartites en Bosnie-Herzégovine, tenues le 18 novembre 1990, la LCB s'est présentée sous son nom de Parti pour le changement démocratique. Après la chute du Bloc de l'Est et les changements qui ont suivi dans les années 1990, la LCB-PCD s'est transformée pendant la guerre en Bosnie en Parti social-démocrate de Bosnie-Herzégovine (SDP BiH), qui est légalement le parti succédant à la Ligue des Communistes de Bosnie.

## La Ligue actuellement
Le nom de Ligue des communistes de Bosnie-Herzégovine a été enregistrée légalement à nouveau à Banja Luka en 2012, suivie de la création du Parti communiste de Bosnie-Herzégovine, le 26 avril 2012 à Sarajevo. Le président du parti est Muhamed Imamović, et le but du parti est de changer le système économique et politique actuel et d'établir un État socialiste en Bosnie-Herzégovine. Le parti a soutenu les manifestations de travailleurs en Bosnie-Herzégovine en février 2014.

## Dirigeants
Secrétaires du comité central de la Ligue des Communistes :
1. Đuro Pucar (décembre 1943 - mars 1965) (1899-1979 †)
2. Cvijetin Mijatović (mars 1965 - 1969) (1913-1993 †)
3. Branko Mikulić (1969 - avril 1978) (1928-1994 †)
4. Nikola Stojanović (avril 1978 - mai 1982) (né en 1933)
5. Hamdija Pozderac (23 mai 1982 - 28 mai 1984) (1923-1988 †)
6. Mato Andrić (28 mai 1984 - juin 1986) (né en 1928)
7. Milan Uzelac (juin 1986 - mai 1988) (1932-2005 †)
8. Abdulah Mutapčić (mai 1988 - 29 juin 1989) (né en 1932)
9. Nijaz Duraković (29 juin 1989 - décembre 1990) (1949-2012 †)